# Герб Рязанской области
Герб Рязанской области является символом Рязанской области, принят 6 августа 1997 года Законом Рязанской области «О гербе Рязанской области».

## Описание
Геральдическое описание (блазон) герба Рязанской области гласит:
В золотом поле князь в зелёной, украшенной золотом и опушенной чёрным собольим мехом шапке и в зелёном одеянии, с накинутою на плечах червленой епанчей и в червленых сапогах, держит в правой руке серебряный меч, в левой — черные, украшенные золотом ножны; кафтан и епанча имеют чёрную соболью опушку и золотые застежки.
Щитодержатели — выходящие из-за щита серебряные, с золотыми гривами, черными копытами и червлеными языками кони на золотом подножии в виде склоненных золотых хлебных колосьев. Щит окружен червленой, имеющей тонкие — обычную и внутреннюю — золотые каймы орденской лентой, а также покрыт червленой, подбитой горностаем мантией, с золотой бахромой, шнурами и кистями.
Герб увенчан великокняжеской шапкой (короной) особого вида.
Автор проекта — Михаил Шелковенко

## Герб Рязанской губернии
Если обратиться к труду Павла фон-Винклера «Гербы городов, губерний, областей и посадов Российской империи с 1649 по 1900 год», то можно заметить, что Высочайше утверждённый 8 декабря 1836 года герб Рязанской губернии отличается от современного герба Рязанской области только оформлением гербового щита, который был тогда «увенчан Большой императорской короной и окружён золотыми дубовыми листьями, соединенными Андреевской лентой».